# پاساتیمپو (کالیفرنیا)
پاساتیمپو (به انگلیسی: Pasatiempo) یک منطقهٔ مسکونی در ایالات متحده آمریکا است که در شهرستان سانتا کروز، کالیفرنیا واقع شده‌است. پاساتیمپو ۲٫۲۸۹ کیلومتر مربع مساحت و ۱٬۰۴۱ نفر جمعیت دارد و ۱۲۰٫۰۹ متر بالاتر از سطح دریا واقع شده‌است.